# 599 (szám)
Az 599 (római számmal: DXCIX) egy természetes szám, prímszám.

## A szám a matematikában
A tízes számrendszerbeli 599-es a kettes számrendszerben 1001010111, a nyolcas számrendszerben 1127, a tizenhatos számrendszerben 257 alakban írható fel.
Az 599 páratlan szám, prímszám. Jó prím. Pillai-prím. Normálalakban az 5,99 · 102 szorzattal írható fel.
Az 599 négyzete 358 801, köbe 214 921 799, négyzetgyöke 24,47448, köbgyöke 8,42964, reciproka 0,0016694. Az 599 egység sugarú kör kerülete 3763,62800 egység, területe 1 127 206,586 területegység; az 599 egység sugarú gömb térfogata 900 262 326,4 térfogategység.
Az 599 helyen az Euler-függvény helyettesítési értéke 598, a Möbius-függvényé −1.